# Università nazionale di educazione fisica e sport di Bucarest

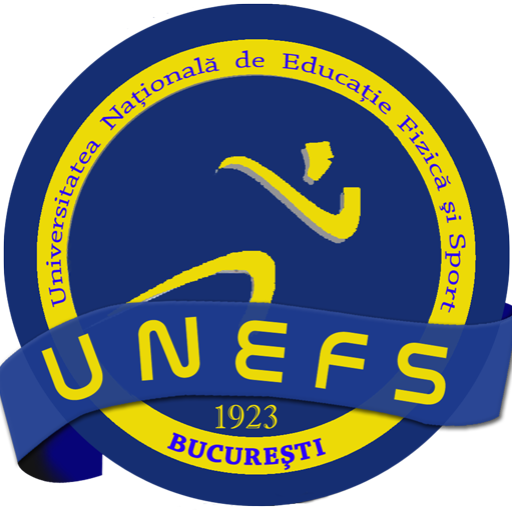
Logo dell'istituto

L'Università nazionale di educazione fisica e sport è un'università pubblica con sede a Bucarest.

## Storia
È stata fondata nel 1922 come istituto nazionale di educazione fisica (Institutul Național de Educație Fizică), assumendo diverse denominazioni nel corso della sua storia. Dal 1993 al 2009 è stata conosciuta come accademia nazionale di educazione fisica e sport (Academia Națională de Educație Fizică și Sport).